# (15495) Bogie
(15495) Bogie (1999 DF2) – planetoida z grupy pasa głównego asteroid okrążająca Słońce w ciągu 4,57 lat w średniej odległości 2,75 j.a. Odkryta 17 lutego 1999 roku.